# From the Cradle
From the Cradle je dvanácté sólové studiové album anglického hudebníka Erica Claptona. Vydala jej v září roku 1994 hudební vydavatelství Duck Records a Warner Bros. Records. Album produkoval Russ Titelman společně s Ericem Claptonem a obsahuje coververze různých bluesových písní, například od Willieho Dixona, Leroye Carra či Muddyho Waterse. Album se umístilo na prvním místě jak v britské, tak i v americké hitparádě. Ve Spojených státech amerických bylo oceněno platinovou deskou.

## Seznam skladeb
| Pořadí | Název                                   | Autor                                       | Délka |
| ------ | --------------------------------------- | ------------------------------------------- | ----- |
| 1.     | Blues Before Sunrise                    | Leroy Carr                                  | 2:58  |
| 2.     | Third Degree                            | Eddie Boyd, Willie Dixon                    | 5:07  |
| 3.     | Reconsider Baby                         | Lowell Fulson                               | 3:20  |
| 4.     | Hoochie Coochie Man                     | Dixon                                       | 3:16  |
| 5.     | Five Long Years                         | Boyd                                        | 4:47  |
| 6.     | I'm Tore Down                           | Sonny Thompson                              | 3:02  |
| 7.     | How Long Blues                          | Carr                                        | 3:09  |
| 8.     | Goin' Away Baby                         | Jimmy Rogers                                | 4:00  |
| 9.     | Blues Leave Me Alone                    | Rogers                                      | 3:36  |
| 10.    | Sinner's Prayer                         | Lowell Fulson, Lloyd Glenn                  | 3:20  |
| 11.    | Motherless Child                        | Robert Hicks                                | 2:57  |
| 12.    | It Hurts Me Too                         | Tampa Red                                   | 3:17  |
| 13.    | Someday After a While (You'll Be Sorry) | Freddie King, Thompson                      | 4:27  |
| 14.    | Standin' Round Crying                   | Muddy Waters                                | 3:39  |
| 15.    | Driftin'                                | Charles Brown, Johnny Moore, Eddie Williams | 3:10  |
| 16.    | Groaning the Blues                      | Dixon                                       | 6:05  |

## Obsazení
- Eric Clapton – zpěv, kytara
- Dave Bronze – baskytara
- Jim Keltner – bicí
- Andy Fairweather-Low – kytara
- Jerry Portnoy – harmonika
- Chris Stainton – klávesy
- Roddy Lorimer – trubka
- Simon Clarke – barytonsaxofon
- Tim Sanders – tenorsaxofon
- Richie Hayward – perkuse